# Пісківська волость (Кременчуцький повіт)
Пісківська волость — адміністративно-територіальна одиниця Кременчуцького повіту Полтавської губернії з центром у селі Піски.
Станом на 1885 рік — складалася з 44 поселень, 8 сільських громад. Населення 7344 — осіб (3622 чоловічої статі та 3722 — жіночої), 1064 дворових господарств.
|                     | Площа, десятин | У тому числі орної, десятин |
| ------------------- | -------------- | --------------------------- |
| Сільських громад    | 7745           | 6836                        |
| Приватної власності | 7349           | 4267                        |
| Іншої власності     | 108            | 69                          |
| Загалом             | 15202          | 11172                       |

Основні поселення волості:
- Піски — колишнє державне село при озерах Бурти та Орловим за 35 верст від повітового міста, 1550 осіб, 224 двори, школа, 3 постоялих будинки, 10 вітряних млинів. За 8 верст — лісова пристань з лавкою.
- Олександрівка — колишнє власницьке село, 513 осіб, 79 дворів, постоялий будинок, 3 вітряних млини, цегельний завод.
- Василівка — колишнє власницьке село при озері Солоному, 638 осіб, 107 дворів, православна церква, школа, постоялий будинок, 5 вітряних млинів.
- Верхня Мануйлівка — колишнє державне та власницьке село при річці Псел, 1150 осіб, 170 дворів, православна церква, школа, постоялий будинок, лавка, 6 вітряних млинів, цегельний завод.
- Нижня Мануйлівка — колишнє державне та власницьке село при озері, 700 осіб, 103 двори, 8 вітряних млинів.